# Charakene

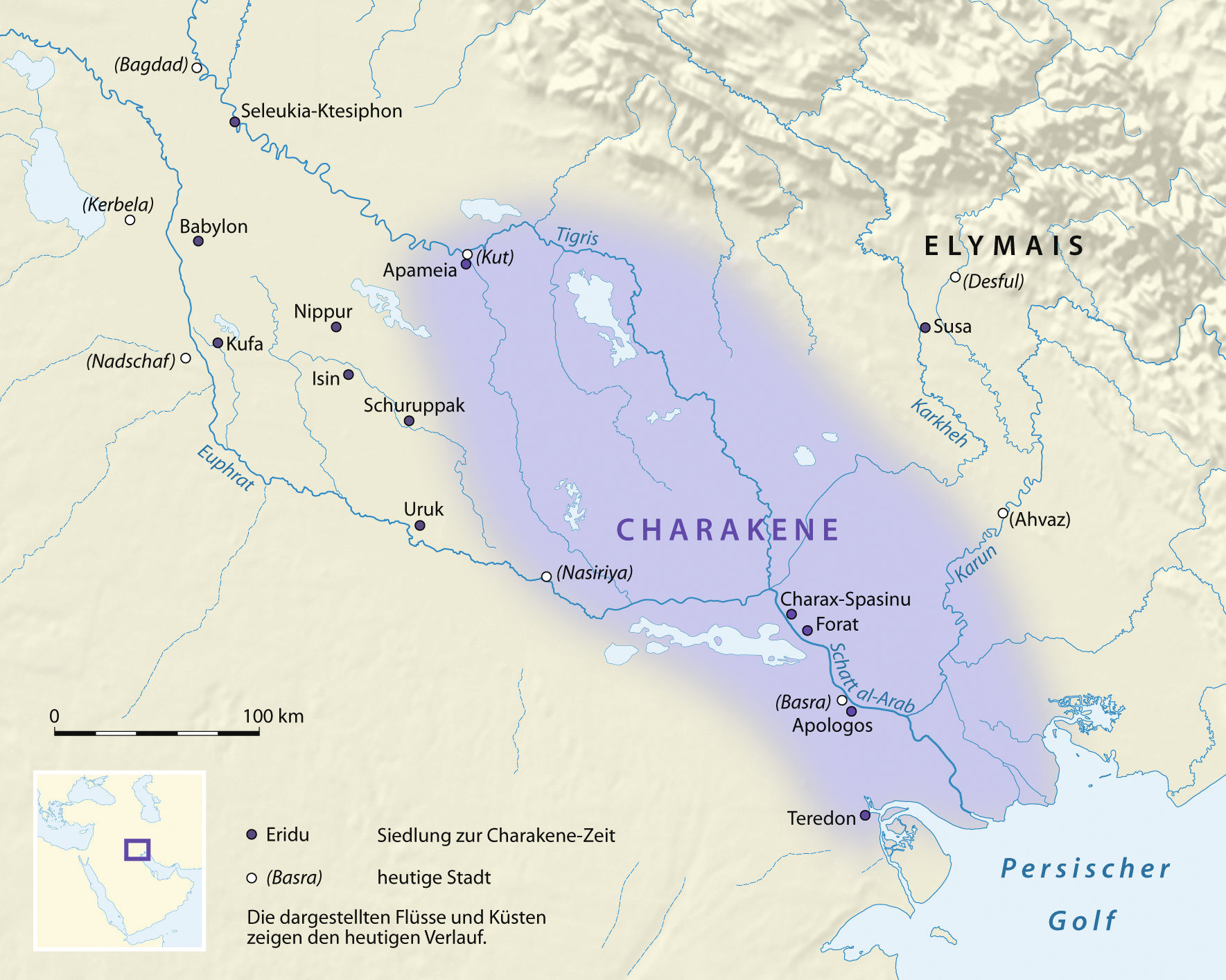
Lage Charakenes um 51 v. Chr.

Die Charakene (auch Mesene), am Persischen Golf gelegen, war ein kleiner Vasallenstaat in Südmesopotamien innerhalb des Partherreiches, dessen Hauptstadt Charax Spasinu ein wichtiger Handelsplatz auf dem Weg von Indien ins Zweistromland und auch auf der Seidenstraße war. Das Reich entstand um 130 v. Chr. und ging mit der Eroberung der Region durch die Sassaniden um 224 n. Chr. unter.
Das Partherreich der Arsakiden war eine Art Feudalstaat, der sich aus verschiedenen mehr oder weniger unabhängigen Vasallenstaaten zusammensetzte, die dem parthischen Herrscher als Unterkönige dienten. Die Geschichte dieser Vasallenstaaten ist oftmals nur bruchstückhaft überliefert. Ihr Einfluss und Zusammenspiel ist wenig erforscht. Die Charakene ist eines dieser Kleinkönigreiche und gehört neben Hatra und Armenien zu den etwas besser erforschten, da sie eine eigene Münzprägung hatte und damit zumindest die Namen der Herrscher bekannt sind. Trotzdem ist nur wenig überliefert und aus antiken Quellen fassbar, was den schlechten Forschungsstand zum Partherreich im Allgemeinen widerspiegelt.

## Geographie
Die Charakene wird von verschiedenen antiken Autoren, meist Geographen, beschrieben, die sie meist Arabien zuordnen. Es handelt sich um die Region im Süden Babyloniens, im heutigen Irak, Iran und Kuwait. Als Grenzen werden im Westen die arabische Wüste, im Norden die chaldäischen Sümpfe und im Süden der Persische Golf genannt. Im Osten grenzt die Charakene an die Elymais, wobei Plinius sie sogar als Teil der Elymais bezeichnet. Die Hauptstadt der Charakene hieß Charax-Spasinu und lag am Schatt al-Arab (circa 50 km nördlich des heutigen Basra). Die Stadt war ein bedeutendes Handelszentrum zwischen Mesopotamien und Indien. Sie war in der Antike für ihre umfangreichen Dammanlagen bekannt, die ja auch namengebend waren. Charax-Spasinu heißt Palisade des Hyspaosines. Die Stadt konnte bei einem Survey lokalisiert werden und hatte beachtliche Ausmaße (ca. 2,8 × 1,3 km). Mauern aus Erde stehen heute noch bis zu 4,6 m hoch an. Es sind noch Bastionen zu erkennen. Weitere Hafenorte waren Forat, Teredon und Apologos. Forat umfasste etwa 1,8 × 1,3 km und war damit auch eine ansehnliche Stadt. Sie lag etwas südlich von Charax-Spasinu. An der Nordgrenze des Reiches befand sich die Stadt Apameia, bei der es sich um eine Gründung von Seleukos I. handelt, die nach seiner Gemahlin benannt wurde. Plinius nennt für die Charakene noch die Orte Barbatia und Dumatha, die aber nur bei ihm bezeugt sind und von denen nichts weiter bekannt ist.
Der ganze Süden Babyloniens bildet ein Alluvialland, das durch die Ablagerungen des Euphrat und Tigris entstand. Durch die Sedimentablagerungen der Flüsse, die sich hier vereinigten, schob sich die Küste im Laufe der Zeit immer weiter ins Meer, und schon in nachchristlicher Zeit lag Charax-Spasinu nicht mehr nahe an der Küste, sondern in einiger Entfernung davon, so dass sich das am Meer liegende und neu gegründete Forat zu einer weiteren wichtigen Hafenstadt entwickelte. Zwei weitere Flüsse kamen von Osten und verbanden die Charakene mit der Elymais. Es handelt sich um den Karche (antik: Eulaios) und die Karun. Zum Herrschaftsgebiet der Herrscher der Charakene gehörten auch die Omani, ein fast nur aus antiken Quellen bekanntes arabisches Volk, das im Gebiet zwischen der Charakene und dem Nabatäischen Reich gelebt haben muss. Verschiedene Inseln im Persischen Golf, darunter vor allem Bahrain, gehörten auch zum Herrschaftsbereich der Charakene. Hier fanden sich zahlreiche charakenische Münzen, eine Bauinschrift des Königs Hyspaosines, und hierher wurde der palmyrische Kaufmann Yarhai von König Meredates als Satrap eingesetzt. Bahrain war eine wichtige Zwischenstation auf dem Seeweg nach Indien.
Die Charakene war in der Antike für ihre trüben Winter und extrem heißen und schwülen Sommermonate bekannt. Niederschlag war selten, doch waren die Flüsse wasserreich. Sie bewirkten oftmals vernichtende Überschwemmungen, machten das Land aber auch sehr fruchtbar.

### Die Namen
Die Bezeichnungen Mesene (auch Messene, aramäisch Mayshan) und Charakene werden schon in der Antike fast gleichbedeutend nebeneinander benutzt. Charakene leitet sich von dem Namen der Hauptstadt Charax-Spasinu ab und bezeichnete ursprünglich vielleicht nur die Gegend um die eigentliche Stadt, wurde aber im Laufe der Zeit auch für das ganze Königreich verwendet. Der Ursprung der Bezeichnung Mesene ist dagegen unsicher. Vielleicht ist das Wort akkadisch. Es handelt sich zunächst wahrscheinlich um die Bezeichnung der Landschaft des südlichen Babyloniens. In der nachparthischen Zeit hielt sich die Bezeichnung Mesene im Aramäischen u. a. im Babylonischen Talmud als myšn, myšwn (Baba Kamma 97b; Baba Bathra 73a; Shabbat 101a) oder in einer Zauberschale aus Nippur, welches sich im Arabischen als maysān, oder armenisch meschun hielt, während der Begriff Charakene verschwand.

## Geschichte

### Vorgeschichte
Alexander der Große gründete im Süden Babyloniens, am Zusammenfluss von Euphrat und Karche eine Stadt mit dem Namen Alexandria, die meist als Alexandria am Tigris bezeichnet wird. Als Einwohner wurden makedonische Soldaten und Leute der nahegelegenen Stadt Durine angesiedelt. Alexandria am Tigris entwickelte sich schnell zu einem bedeutenden Handelszentrum. Hier gab es wahrscheinlich einen Flottenstützpunkt des Seleukidenreiches.
Im Seleukidenreich bildete ganz Babylonien eine eigene Satrapie. Antiochos III. unterteilte sie und kreierte mit der Teilung im Süden die Satrapie des Erythräischen Meeres, zu der wahrscheinlich auch die Insel Failaka gehörte. Hauptstadt wurde Alexandria am Tigris, wobei die Stadt unter Antiochos IV. von einer Flut vernichtet und wieder aufgebaut wurde. Sie erhielt nach ihrem neuen Erbauer den Namen Antiochia.
Seit der Mitte des 3. Jahrhunderts v. Chr. fielen immer mehr Provinzen (Parthien, Baktrien) vom Seleukidenreich, das sich von Indien bis zum Mittelmeer erstreckte, ab. In der Mitte des 2. Jahrhunderts v. Chr. befand sich das Reich schließlich in einer Phase der staatlichen Auflösung. Der Osten des Reiches ging für immer verloren. Babylonien wurde mehrmals von neuen Herren regiert. Von 162 bis 161 v. Chr. war hier Timarchos an der Macht, der ehemalige Satrap von Medien. Er wurde jedoch von dem Seleukidenkönig Demetrios II. besiegt. Zwanzig Jahre später machte sich die Elymais selbständig und versuchte, Teile des Seleukidenreiches zu erobern. Ihre Truppen sind 142 v. Chr. in Südbabylonien bezeugt. Im Jahr 141 v. Chr. wurde das Zweistromland von dem arsakidischen Partherkönig Mithridates I. erobert. Um 139/38 v. Chr. gab es eine zeitweilig erfolgreiche Gegenoffensive der Seleukiden. Mit dem Schlachtentod von Antiochos VII. endete ihre Herrschaft über Mesopotamien wenige Jahre später jedoch für immer.

### Gründung

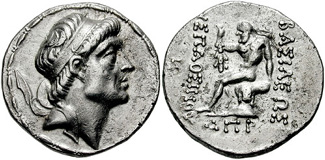
Münze des Hyspaosines

Um 165/64 v. Chr. wurde ein gewisser Hyspaosines von Antiochos IV. zum Statthalter (Eparch) der Satrapie des Erythräischen Meeres eingesetzt, er sollte die Region für ca. 40 Jahre beherrschen. Nach Plinius war Hyspaosines der Sohn des Sagdodonacus, "König der Araber". Der Name Hyspaosines ist aber wahrscheinlich die gräzisierte Form des iranischen Vispa-canah (an allem Gefallen habend). Dieser Name ist mehrmals in der griechischen Welt bezeugt, doch kann sonst kaum etwas zum Ursprung des Namens und damit des Hyspaosines gesagt werden. Er mag von Antiochos IV. als besonders fähiger Mann in diese unruhige Provinz entsandt worden sein. Ab ca. 140 v. Chr. unternahm Hyspaosines diverse Feldzüge und regierte kurzzeitig sogar Teile von Persien und Babylonien. Er sandte seinen Sohn Timotheos nach Seleukia am Tigris, wurde aber schnell wieder zurückgedrängt. Auf alle Fälle gehörte die Stadt Babylon zeitweilig zu seinem Herrschaftsbereich, denn von dort gibt es nach ihm datierte Texte. Hyspaosines prägte vielleicht schon ab 140 v. Chr. eigene Münzen, auf denen er als König erscheint, doch ist sein Status und die genaue Datierung dieser Münzen und damit die Annahme des Königstitels in der Forschung umstritten. Mit Sicherheit ist Hyspaosines zum ersten Mal am 30. Mai 127 v. Chr. in einem Keilschrifttext als König bezeugt. Der genaue Zeitpunkt der Übernahme des Königstitels und damit der Gründung der Charakene als (teil-)autonomer Staat bleiben jedoch ungewiss. Ein möglicher Zeitpunkt ist die Periode kurz nach 129 v. Chr. In diesem Jahr unternahm der Seleukide Antiochos VII. einen letzten Versuch, das Zweistromland zurückzugewinnen, scheiterte aber. In diesem Chaos konnten sich die Charakene wohl mit Hyspaosines als König etablieren. Von Hyspaosines und seiner Gemahlin Thalassia gibt es eine Bauinschrift von Bahrain, die einem Tempel der Dioskuren und den Strategos von Bahrain mit Namen Kephisodoros nennt. Wahrscheinlich war Bahrain schon Teil der Satrapie des Erythräischen Meeres. Mit der Etablierung der Charakene als eigenes Königreich war dieser Teil der Satrapie automatisch eine Provinz dieses neuen Staates, mit eigener Provinzialverwaltung. Hyspaosines starb am 11. Juni 124 v. Chr. im hohen Alter von 85 Jahren, nachdem er vier Tage vorher krank geworden war. Er kann als eigentlicher Gründer des Königreiches Charakene bezeichnet werden. Münzen mit seinem Namen wurden noch bis 122/1 v. Chr. geprägt, was die frühere Forschung dazu veranlasste anzunehmen, dass er bis in dieses Jahr regierte. Sein genaues Todesdatum ist jedoch in den Astronomischen Tagebüchern überliefert.
Die Position der Parther in der Charakene in der Zeit des Aufstieges von Hyspaosines ist weitgehend unbekannt. Sie waren schon um 140 v. Chr. im Zweistromland eingefallen und hatten es erobert, hatten aber gleichzeitig mit einfallenden Nomaden im Osten zu kämpfen, so dass ihre Kräfte andernorts gebunden waren und ihre Herrschaft im Zweistromland nicht sicher war. Hyspaosines mag sich den Parthern von Anfang an unterworfen haben, um sich dann in Zeiten ihrer Schwäche wieder von ihnen loszureißen. Seine Eroberungszüge mag man als Versuch von seleukidischer Seite sehen, das Land wieder zurückzugewinnen. Die Erhebung des Hyspaosines zum König belegt dann aber das Handeln im eigenen Interesse.

### Erstes vorchristliches Jahrhundert

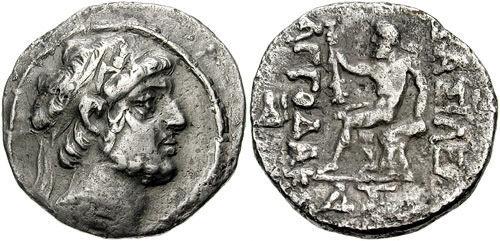
Münze des Apodakos

Nach dem Tod des Hyspaosines versuchte seine Witwe Thalassia ihren gemeinsamen Sohn auf den Thron zu setzen, doch ist aus den keilschriftlichen Quellen, die die Episode überliefern, nicht ersichtlich, ob sie erfolgreich war. Der Name des Sohnes ist nicht überliefert. Der nächste namentlich bekannte König ist Apodakos, der ab 110/09 v. Chr. auf datierten Münzen belegt ist, und unter dem damit, nach einer Unterbrechung von ca. 10 Jahren, die Münzprägung wieder einsetzt. Es bleibt unsicher, ob er mit dem Sohn des Hyspaosines, der von seiner Mutter als Nachfolger eingesetzt wurde, identisch ist. Es kann nun davon ausgegangen werden, dass die Charakene ein Teil des Partherreiches war und einen Vasallenstatus hatte. Der parthische König Mithridates II. (123 bis 88 v. Chr.) ließ jedenfalls Münzen des Hyspaosines überprägen, was meist als Machtbekundung gedeutet wird.
Die nachfolgenden Könige sind meist nur dem Namen nach bekannt. Einige von ihnen werden wegen ihres hohen Alters bei Lukian (um 120 bis ca. 200 n. Chr.) genannt, doch bietet Lukian sonst weiter kaum Informationen. Auch die Münzprägungen sind eher monoton und liefern wenig Hinweise auf politische Ereignisse. Die Namen der Herrscher scheinen entweder iranisch (Tiraios, Artabazos, Orabazes) oder aramäisch/semitisch (Attambelos – Bel hat gegeben; Abinergaos – Diener des Nergal) zu sein. In den uns überlieferten Formen sind die Namen gräzisiert.

### Erstes und zweites Jahrhundert n. Chr.
Das erste nachchristliche Jahrhundert war die Blütezeit des Partherreiches. Aus dieser Zeit und der ersten Hälfte des zweiten Jahrhunderts stammen die meisten palmyrischen Inschriften, die einzelne Orte der Charakene, vor allem Charax-Spasinu, nennen und einen florierenden Handel belegen. Abinergaos I. (etwa 10/11 bis 13/14 und nochmals 22/23 n. Chr.) wird bei dem jüdischen Historiker Flavius Josephus erwähnt. Nach Josephus soll ein Prinz von Adiabene, Izates, Sohn des Königs Monobazos am Königshof der Charakene gelebt haben und war mit Samacho, Tochter Abinergaos' I. verheiratet. Samacho kam mit dem jüdischen Händler Ananias in Kontakt, der sie zum Judentum bekehrte und schließlich auch Izates bekehren konnte. Die Anwesenheit jüdischer Händler in der Charakene kann nicht weiter überraschen, da Juden im Zweistromland gut belegt sind und die Messene mehrmals im Talmud, allerdings erst für sassanidische Zeit, genannt wird. Die Episode belegt auch das freundschaftliche Verhältnis parthischer Vasallenstaaten, zumindest für gewisse Zeiten. In diesem Zusammenhang kann es auch kaum überraschen, dass ab 200 n. Chr. mit Christen in der Charakene zu rechnen ist. In der Chronik von Arbela wird Forat als Bischofssitz erwähnt.
Fast alle weiteren Könige des ersten Jahrhunderts, mit der Ausnahme von Orabazes I., sind nur von ihren Münzen bekannt. Am Ende des ersten Jahrhunderts gab es jedoch eine dreißigjährige (von 73/4 bis 101/2 n. Chr.) Unterbrechung in der Münzprägung. Da weitere Quellen fehlen, kann nur spekuliert werden, was dies zu bedeuten hat. Es mag andeuten, dass die Charakene direkt von Pakoros II., dem parthischen König dieser Zeit regiert wurde. Tatsächlich findet man um 130 n. Chr. einen Sohn des Pakoros auf dem Thron der Charakene. Vielleicht war es aber auch den Herrschern der Charakene in dieser Zeit einfach untersagt, Münzen zu prägen.

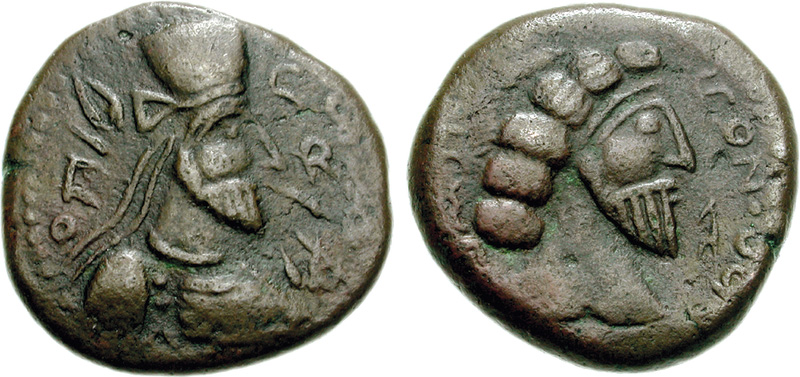
Münze, die dem Maga zugeschrieben wird; in parthischem Stil

Im ganzen zweiten nachchristlichen Jahrhundert hatte das Partherreich mit den einfallenden Römern und inneren Schwierigkeiten zu kämpfen. Es bleibt unbekannt, inwieweit die Charakene davon betroffen war. Als der römische Kaiser Trajan im Jahr 117 n. Chr. Teile des parthischen Reiches eroberte, ergab sich die Charakene unter Attambelos VII. kampflos. Für die folgenden Jahre sind keine Münzprägungen belegt. Sie setzten erst wieder im Jahr 143/4 mit Meredates ein. Da Meredates Sohn eines parthischen Königs war, ist vermutet worden, dass in diesen Jahren die Charakene ohne eigenen König, sondern direkt von den Parthern regiert wurde. Zu Meredates gibt es ein bemerkenswertes Monument. Aus Seleukia stammt die Bronzestatue eines Herkules, die von der Absetzung des Meredates durch den parthischen König Vologaeses IV. im Jahr 151 n. Chr. berichtet. Über die Gründe dieser Intervention kann wiederum nur spekuliert werden. Die Inschrift schweigt sich dazu aus, doch mag man vermuten, dass Meresdates den Parthern gegenüber nicht loyal war, so dass sie guten Grund hatten, direkt in Charakene einzugreifen.
Die nachfolgenden Herrscher sind wiederum nur von ihren Münzen bekannt. Bemerkenswert ist, dass in der Mitte des zweiten Jahrhunderts die griechischen Münzaufschriften durch solche auf Aramäisch ersetzt werden. Die Münzen des Orabazes II. (ca. 160 n. Chr.) zeigen noch beide Sprachen, die seines Nachfolgers Abinergaos II. (ca. 180 n. Chr.) sind dann nur noch in Aramäisch beschrieben. Münzdatierungen verschwinden ebenfalls mit Abinergaos II. Aramäisch entspricht sicherlich der in der Charakene gesprochenen Sprache. Diese Entwicklung belegt die endgültige Abkehr von hellenistischen zu iranischen Traditionen, wie es im ganzen Partherreich zu beobachten ist. Die Beischriften sind nun oftmals korrupt und daher schwer lesbar. Maga (Lesung unsicher) bezeichnet sich als Sohn von Attambelos (wohl Attambelos VIII.), was eine dynastische Verbindung in dieser Zeit belegt. Maga ist von zahlreichen Münzen bekannt und regierte wahrscheinlich relativ lang. Er ist auch der letzte zeitgenössisch belegte Herrscher der Charakene. Seine Regierungszeit wird versuchsweise um 200 angesetzt. Der letzte Herrscher ist dann nur von einem arabischen Geschichtswerk bekannt, das den Sieg über die Charakene beschreibt. Der Herrscher wird als Bandu bezeichnet, was vielleicht eine verderbte Version von Abinergaos (also Abinergaos III.) ist. Die Eroberung dürfte auf das Jahr 222 n. Chr. fallen. Mit dem Aufkommen des Sassanidenreiches verschwand die Charakene als eigenständige politische Einheit.

### Status der Charakene
Es kann meist nur spekuliert werden, inwieweit die Parther auch in die innenpolitischen Angelegenheiten des Königreiches eingriffen. Der Grad der Autonomie bleibt ungewiss. Während ein Teil der Forschung die Charakene als nahezu selbständigen Staat ansieht, gibt es andere Gelehrte, die keinerlei Anzeichen dafür finden. Für Artabazos (regierte um 49/48 v. Chr.) wird immerhin bei Lukian berichtet, dass er durch parthische Unterstützung an die Macht gelangte. Aufschlussreich ist auch die erwähnte Aufschrift auf der Herkulesstatue. Demnach hatte der parthische König Vologaeses IV. im Jahr 151 n. Chr. einen Feldzug in die Charakene unternommen und den dortigen König Meredates abgesetzt: Offensichtlich gab es Phasen, in denen die Charakene sich unabhängig machte, dann aber wieder von den Arsakiden erobert wurde. Dabei ist zu beachten, dass Meredates ein Sohn des parthischen Königs Pakoros war, also von arsakidischer Abstammung war und von ihnen eingesetzt worden ist. Dies deutet eine ähnliche Politik wie in anderen Teilen des parthischen Reiches an, wo vor allem für Armenien belegt ist, dass Könige eigene Söhne als Unterkönige in bedeutende Provinzen einsetzten. Der Fall des Meredates deutet an, dass nicht alle dieser arsakidischen Prinzen loyal waren und deshalb von der parthischen Zentralregierung zurechtgewiesen werden mussten. Ansonsten ist vollkommen unbekannt, wie die Nachfolge geregelt wurde. Wiederholt vorkommende Herrschernamen könnten immerhin auf Herrscherfamilien, die mehrere Könige stellten, deuten. In die gleiche Richtung deutet, dass Maga (um 180 n. Chr.) auf seinen Münzen als Sohn des Attambelos VIII. erscheint und dass die Witwe des Hyspaosines versuchte einen Sohn auf den Thron zu setzen.

## Wirtschaft und Handel
Die Landwirtschaft spielte mit Sicherheit eine große Rolle. Antike Quellen betonen immer wieder die Fruchtbarkeit der Region. Wein, Obst und vor allem Datteln werden als Exportgüter genannt. Nach chinesischen Quellen, wenn sich diese auf die Charakene beziehen, wurde auch Reis angebaut. Perlen, die man im Persischen Golf ertauchte, waren ein weiterer wichtiger Exportartikel.
Eine besondere Bedeutung hatte der Fernhandel. Die Häfen am Persischen Golf verbanden Mesopotamien und Rom mit Indien, Süd- und Zentralasien. In zahlreichen Inschriften aus Palmyra werden Städte der Charakene als Endpunkt von Karawanen genannt. Die palmyrischen Händler unterhielten sogar Niederlassungen in Charax-Spasinu und Forat. Handelsgüter waren vor allem Luxuswaren des Ostens, wie Seide, Perlen, wertvolle Hölzer, Elfenbein, Gewürze und Weihrauch; aus dem Westen wurden Gold, Silber, Glaswaren, Korallen, Wein und Getreide nach Osten geliefert. Weitere wichtige Handelspartner waren verschiedene Städte und Länder in Arabien. Forat wird explizit als Treffpunkt für Händler aus Petra genannt. Der Aufstieg der Charakene als wichtiger Größe des Handels im Persischen Golf ist vielleicht auch mit der Entwicklung von Gerrha in Beziehung zu bringen. Gerrha, am Persischen Golf, auf der Arabischen Halbinsel gelegen, wird seit dem 4. Jahrhundert v. Chr. mehrmals als reiche Handelsstadt erwähnt. Die Stadt kontrollierte die Handelsrouten zwischen Petra, Ägypten und Babylonien auf der einen, und Südarabien und vielleicht Indien auf der anderen Seite. Mit dem Aufkommen der Charakene sind diese Routen jedoch umgeleitet worden und dieser Handel wickelte sich vermehrt über die Charakene ab. Gerrha wird nach dem ersten Jahrhundert n. Chr. nicht mehr in antiken Quellen genannt.
Münzen der Charakene fanden sich an zahlreichen Orten am Persischen Golf, so auf Failaka und den Nachbarinseln al-Akaz, Umm an-Naman sowie in ad-Dur (Oman), daneben fanden sie sich in Susa und Uruk und belegen den Handel auch archäologisch.
Auch der Handel mit China spielte wahrscheinlich eine gewisse Rolle. Die Charakene lag auf einer Route der Seidenstraße. Es gab verschiedene chinesische Delegationen, die nach Rom zu gelangen versuchten, aber von den Parthern am Weiterkommen gehindert wurden. Von chinesischer Seite gibt es Berichte, die ein von den Parthern unterworfenes Land mit dem Namen Tiaozhi (chinesisch 條枝, 條支, Pinyin Tiáozhī) erwähnen. Tiaozhi soll am westlichen Meer gelegen haben. Es spricht viel dafür, dass mit Tiaozhi die Charakene gemeint ist, da sie den direkten Zugang zum Persischen Golf hatte; bewiesen werden kann dies aber nicht.

## Kultur
Der einzige namentlich bekannte, aus der Charakene stammende Schriftsteller ist Isidoros von Charax, der im Auftrag für Kaiser Augustus eine Reisebeschreibung (parthische Stationen) des parthischen Reiches anfertigte. Das Werk lieferte römischen Generälen Informationen aus erster Hand zu dem Partherreich und ist sicherlich genau zu diesem Zweck in Auftrag gegeben worden. Von Isidoros von Charax gibt es auch einen Bericht zu Perlentauchern im Persischen Golf.

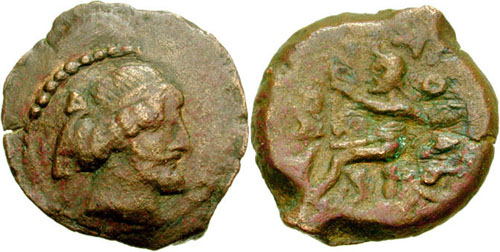
Münze des Orabazes II.

Da es bisher an keinem Ort im Kernland der Charakene Ausgrabungen gab, kann zur materiellen Kultur nur wenig gesagt werden.
Jedoch können Funde von Bahrain hinzugezogen werden, da die Insel zum Machtbereich der Charakene gehörte. Hier fanden sich mit den Verstorbenen dekorierte Grabsteine. Die Stelen zeigen in der Regel einen stehenden Mann. Das Handwerksniveau dieser Arbeiten reicht von einigen mittelmäßigen bis zu eher bescheidenen Werken. Diese Grabsteine folgen zwei Kunsttraditionen. Es gibt nach hellenistischen Vorbildern geformte Figuren und solche, die eindeutig in parthischer Tradition stehen. Dies sind die zwei Kunstkreise, die auch im restlichen parthischen Reich gut bezeugt sind. Das Kunstschaffen der Charakene dürfte also weitestgehend dem restlichen parthischen Reich gefolgt sein. Auch die auf Bahrain gefundene Keramik ähnelt sehr der Keramik, die sich in Susa, im Südwesten des Iran und in Babylon gefunden hat. Der ganze Bereich bildete also einen eigenen Kulturraum.
Eine Ausnahme im Kunstschaffen bilden die Münzen, die gut bekannt sind und einen Anhalt für die Kunstentwicklung in der Charakene liefern. Auffallend an den Münzen der Charakene ist das lange Festhalten an hellenistischen Traditionen. Parthische Münzen zeigen schon früh iranische Stilelemente. Ein nach hellenistischen Vorbildern geschaffenes Porträt wird früh durch eher stilisierte Darstellungen in einem rein parthischen Stil ersetzt. Dieser Stilwandel ist um Christi Geburt vollkommen vollzogen. In der Charakene folgen selbst die Münzen des Orabazes II., der kurz nach 150 n. Chr. regierte, eindeutig hellenischem Vorbild. In Charax-Spasinu sind makedonische Soldaten angesiedelt worden, was vermuten lässt, dass die Stadt noch lange Zeit hellenistische Traditionen bewahrte. Dies scheint auch der griechisch schreibende und um Christi Geburt lebende Schriftsteller Isidoros von Charax zu bestätigen.

### Münzen

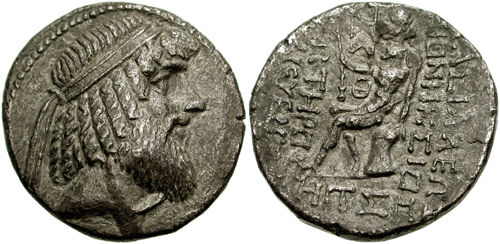
Münze Thionesios'I.

Wenngleich abhängig vom arsakidischen Großkönig, genossen die Unterkönige der Charakene das Privileg, eigene Münzen zu schlagen. Von besonderer Wichtigkeit sind diese Münzen deshalb, weil sich durch sie die Abfolge der Herrscher recht gut verfolgen lässt. Sie sind nach der seleukidischen Ära datiert und bilden somit ein festes chronologisches Gerüst. Nur die Münzen der zweiten Hälfte des zweiten nachchristlichen Jahrhunderts zeigen keine Datierungen mehr.
Die Münzen sind in der Regel einheitlich gestaltet. Sie zeigen auf der Vorderseite ein Bild des Herrschers und haben zunächst griechische, später aber aramäische Legenden. Der Herrscher blickt in der Regel nach rechts. Dies ist bemerkenswert, da auf parthischen Münzen der König in der Regel nach links blickt. Auf der Rückseite befindet sich oft ein Bild des Herakles. Andere Darstellungen, wie die Tyche oder ein Anker, sind selten und werden in der Forschung oftmals mit Kursänderungen in der Politik einzelner Könige verbunden. Die daraus gezogenen Schlüsse sind meist sehr spekulativ.

## Erforschung
Seit mindestens dem 18. Jahrhundert befanden sich Münzen der Charakene in europäischen Sammlungen. Sie wurden meist als parthisch, armenisch oder baktrisch bezeichnet. Ennio Quirino Visconti konnte sie 1811 das erste Mal definitiv der Charakene zuordnen. Der erste Versuch einer Aufarbeitung der Geschichte erschien schon 1817 (jedoch erst posthum publiziert) von M.J. Saint-Martin, der die Charakene richtig am nördlichen Ende des Persischen Golfs lokalisierte. William Henry Waddington erstellte 1866 eine erste Herrscherfolge, die jedoch noch unvollständig war. Er differenzierte auch nicht zwischen verschiedenen Königen mit gleichem Namen. Erst in den folgenden Jahren konnten diese Herrscher in einzelnen Studien auseinandergehalten werden. Fundamental war vor allem die Veröffentlichung der Münzen im Britischen Museum von George Francis Hill. Seit 1930 sind die Inschriften aus Palmyra systematisch veröffentlicht worden, die zahlreiche neue Erkenntnisse, vor allem zu den Handelsbeziehungen der Charakene, erbrachten. Ein 1960 erschienener Aufsatz von Sheldon A. Nodelmann erstellte eine Geschichte der Charakene, die alle bis dato bekannten Quellen vereinigte und lange Zeit die wichtigste Untersuchung zum Thema war. Die umfangreichste Studie erschien schließlich im Jahr 2000 von Monika Schuol. Sie kombiniert alle bis zu diesem Zeitpunkt gefundenen Textquellen. Vor allem die Keilschrifttexte erbrachten zahlreiche neue Erkenntnisse zu der Regierungszeit von Hyspaosines und damit zu dem Beginn der Charakene. Der wichtigste neue archäologische Fund nach dem Erscheinen dieser umfangreichen Publikation ist die griechisch verfasste Bauinschrift des Hyspaosines von Bahrain, der die Insel als Teil seines Reiches belegt und den bisher nur aus Keilschrifttexten bekannten Namen seiner Gemahlin überliefert.

## Die Herrscher der Charakene
| Name                              | Amtszeit                      | Anmerkungen                                                                                                  | Bild |
| --------------------------------- | ----------------------------- | --- | ---- |
| Hyspaosines                       | ca. 127–124 v. Chr.           | Gründer der Charakene                                                                                        |      |
| Apodakos                          | ca. 124–104/03 v. Chr.        | nur von Münzen bekannt                                                                                       |      |
| Tiraios I.                        | 95/94–90/89 v. Chr.           | nur von Münzen bekannt                                                                                       |      |
| Hippokrates Autokrator Nikephoros | 81/80 v. Chr.                 | nur von einer Münze bekannt, Einordnung als König der Charakene nicht sicher                                 |      |
| Tiraios II.                       | 79/78–49/48 v. Chr.           | Starb nach Lukian in seinem 92. Lebensjahr, sonst nur von Münzen bekannt                                     |      |
| Artabazos                         | 49/48–48/47 v. Chr.           | Kam nach Lukian im Alter von 86 Jahren auf den Thron, sonst nur von Münzen bekannt                           |      |
| Attambelos I.                     | 47/46–25/24 v. Chr.           | nur von Münzen bekannt                                                                                       |      |
| Theonesios I.                     | ca. 25/24 – 19/18 v. Chr.     | nur von Münzen bekannt                                                                                       |      |
| Attambelos II.                    | ca. 17/16 v. Chr.–8/9 n. Chr. | nur von Münzen bekannt                                                                                       |      |
| Abinergaos I.                     | 10/11                         | Nennung bei Flavius Josephus, sonst nur von Münzen bekannt                                                   |      |
| Orabazes I.                       | ca. 19                        | wird nur in einer Inschrift in Palmyra genannt                                                               |      |
| Abinergaos I.                     | 22/23                         | Zweite Herrschaftsperiode des Herrschers                                                                     |      |
| Attambelos III.                   | ca. 37/38–44/45               | nur von Münzen bekannt                                                                                       |      |
| Theonesios II.                    | ca. 46/47                     | nur von Münzen bekannt                                                                                       |      |
| Theonesios III.                   | ca. 52/53                     | nur von einer Münze bekannt                                                                                  |      |
| Attambelos IV.                    | 54/55–64/65                   | nur von Münzen bekannt                                                                                       |      |
| Attambelos V.                     | 64/65–73/74                   | nur von Münzen bekannt                                                                                       |      |
| Pakoros II. (parthischer König)   | ca. 80/81–101/02              | Periode direkter parthischer Kontrolle                                                                       |      |
| Attambelos VI.                    | ca. 101/02–105/06             | nur von Münzen bekannt                                                                                       |      |
| Theonesios IV.                    | 110/11–112/113                | nur von Münzen bekannt                                                                                       |      |
| Attambelos VII.                   | ca. 113/14–116/17             | Unterwarf sich dem römischen Kaiser Trajan, wird bei Cassius Dio genannt, sonst nur von Münzen bekannt       |      |
| Interregnum ?                     |                               | |      |
| Meredates                         | ca. 130/31–150/51             | Von Parthern besiegt, wird in Siegesinschrift und Inschrift in Palmyra genannt, sonst nur von Münzen bekannt |      |
| Orabazes II.                      | ca. 150/51–165                | nur von Münzen bekannt                                                                                       |      |
| Abinergaos II.                    | ca. 165–180                   | nur von Münzen bekannt                                                                                       |      |
| Attambelos VIII.                  | ca. 180–195                   | nur von Münzen bekannt                                                                                       |      |
| Maga (?)                          | ca. 195–210                   | Nur auf undatierten Münzen bezeugt                                                                           |      |
| Abinergaos III. (?)               | ca. 210–222                   | nur bei arabischen Historikern genannt                                                                       |      |